# Без компромісів (фільм)
«Без компромісів» (англ. Blitz) — британський трилер режисера Еліота Лестера, за романом Кена Бруена «Blitz». Головні ролі виконують Джейсон Стейтем, Педі Консідайн, Ейдан Гіллен, Девід Морісі, Зейв Ештон. Світова прем'єра відбулася 6 травня 2011 року (в Україні — 23 червня).

## Сюжет
Детектив Том Брант — лондонський поліцейський з важким характером. На початку картини він жорстоко б'є банду вуличних хуліганів, які намагалися викрасти машину. Начальство готове звільнити норовливого детектива, але тим часом у столиці з'являється маніяк, що вбиває поліцейських, і керівництво поліції готове все пробачити, якщо вдасться зупинити злочинця. Баррі Вайс вирішив прославитися і взяв собі прізвисько «Бліц» (блискавка), весь час вислизає, а колеги Бранта продовжують гинути. Бліц мстить поліцейським, які заарештовували його в минулому. Небезпека загрожує і самому Бранту. Йому довелося свого часу мати справу з Баррі — він ледве не вбив його при затриманні кілька років тому.
В результаті самовідданих дій Бранта і детектива Портера Неша злочинця вдається затримати. Однак проти нього не вдається зібрати достатньо доказів і «Бліца» доводиться відпустити. Брант знає, що кримінальна натура Вайса швидко дасть про себе знати і наступна жертва він сам. Брант дає Вайсу вислизнути від зовнішнього спостереження і підставляє себе. У кінцівці з'ясовується, що це була пастка. Брант і Неш вбивають «Бліц». Маніяк був у формі поліцейського, його вбивають з пістолета «Бліц», тепер все виглядає так, ніби Вайс став жертвою «Бліц».

## У ролях
- Джейсон Стейтем —  Том Брант
- Педі Консідайн —  Портер Неш
- Ейдан Гіллен —  Баррі Вайс / Бліц
- Девід Морісі —  Гарольд Данлоп
- Зейв Ештон —  Елізабет Фоллс
- Люк Еванс —  Крейг Стоукс
- Марк Райленс —  Джеймс Робертс
- Джо Демпсі —  Тео Нелсон

## Цікаві факти
- Зйомки проходили в Лондоні в серпні 2009 року
- Кен Бруен, автор книги «Бліц», по якій знято фільм, зіграв роль священика на похороні.
- Під час сцени вбивства Бліц сержант Брант стріляє зі звичайного самозарядного пістолета, але в моменті, коли постріл показується збоку, то в руці у Бранта можна помітити пістолет револьверного типу з відкритою зовнішністю.

## Саундтрек до фільму
1. The Qemists — Tomcat
2. DJ Madd — I Know It's You
3. Thunderheist — Jerk It
4. King Midas Sound — Outta Space
5. The Qemists — Stompbox
6. Goose — Black Gloves
7. Kasabian — Julie & The Moth Man